# 20887 Ngwaikin
20887 Ngwaikin è un asteroide della fascia principale. Scoperto nel 2000, presenta un'orbita caratterizzata da un semiasse maggiore pari a 2,2420770 UA e da un'eccentricità di 0,1623756, inclinata di 3,19936° rispetto all'eclittica.